# Campionamento statistico
In statistica il campionamento statistico (che si appoggia alla teoria dei campioni o "teoria del campionamento") sta alla base dell'inferenza statistica, la quale si divide in due grandi capitoli: la teoria della stima e la verifica d'ipotesi. In particolare, una rilevazione si dice campionaria quando è utile per fare inferenza, ossia per desumere dal campione stesso un'informazione relativa all'intera popolazione.

## Campione e censimento
Le indagini censuarie riguardano l'intera popolazione e pur essendo più affidabili riguardo al parametro oggetto d'indagine soffrono di:
- Maggiori costi
- Tempi più lunghi
- Minore accuratezza e minori risorse concentrate sul controllo della qualità della rilevazione (quello che si guadagna in estensione si perde in profondità)

Quindi mentre l'indagine censuaria fornisce il valore vero dei parametri di interesse (proporzioni, percentuali, medie, totali,...) quella campionaria restituisce una sua stima al quale è associato un certo grado di fiducia (ossia un'incertezza) quantificabile quando la formazione del campione risponde a determinati criteri di tipo probabilistico.
Il campionamento si usa quando si vuole conoscere uno o più parametri di una popolazione, senza doverne analizzare ogni elemento: questo per motivi di costi intesi in termini monetari, di tempo, di qualità o di disagio o perché analizzare un elemento lo distrugge rendendo inutilizzabile l'informazione ottenuta.

### Definizione di campione
Il campione (statistico) è un insieme di unità statistiche estratto da una popolazione. Tramite il campione si possono stimare, entro determinati limiti di errore, le proprietà dell'intera popolazione.
Quando si parla di campione, nel linguaggio ordinario, si può intendere o la definizione rigorosa (quella riportata sopra, ossia un sottoinsieme di elementi estratto dalla popolazione) oppure, un po' imprecisamente, un singolo elemento del campione (in tal caso bisognerebbe dire "unità del campione" e non "campione").

### Scelta del campione
Modalità di selezione del campione sono:
- Scelta di comodo (campionamento per quote o convenience sampling).
- Scelta ragionata (campionamento ragionato o judgmental sampling).
- Scelta casuale (campionamento casuale o random sampling).
- Scelta sistematica (campionamento sistematico).
- Scelta probabilistica (campionamento probabilistico o probabilistic sampling).

Nella pratica quotidiana dei sondaggi di opinione e delle ricerche di mercato vengono usati tutti e quattro gli approcci.
La scelta di un tipo di campionamento avviene in base alle proprietà degli stimatori di alcuni parametri oppure per tener conto di problemi di costo, mobilità o altro.
Concetti chiave sono:
- base di campionamento
- popolazione d'analisi e popolazione di rilevazione
- piano di campionamento e disegno di campionamento
- errore di campionamento

## Storia
Benché già nel Settecento si sia notato il vantaggio nell'esaminare un sottinsieme della popolazione per generalizzare i risultati alla popolazione complessiva, è solo dalla fine dell'Ottocento che la discussione sulla "scientificità" del campionamento viene posta in modo esplicito alla comunità statistica.
Già agli inizi del Novecento si vanno delineando le caratteristiche che un campione deve avere, ovvero che deve essere scelto in maniera casuale, e nell'arco di pochi anni compaiono i primi studi che mettono in evidenza che il campione non deve essere necessariamente un campione semplice ma può essere più complesso, per esempio stratificando.
Importanti autori che hanno fatto la storia della teoria dei campioni sono stati tra gli altri: 
- Pierre-Simon de Laplace (che fece uso dei moltiplicatori per stimare il totale di una popolazione);
- Adolphe Quetelet (che accetta di generalizzare alla popolazione complessiva il tasso di analfabetismo osservato tra i delinquenti, ma rifiuta di generalizzare la percentuale di maschi tra i neonati);
- Anders Nicolai Kiær che nel 1895 avvia la discussione di merito in seno all'Istituto Internazionale di Statistica;
- Ladislaus Bortkiewicz che con un suo intervento introduce seriamente la teoria della probabilità nella discussione sul campionamento;
- Arthur Bowley che sviluppa il campionamento casuale, la stratificazione, e formula la varianza della stima del totale nel caso del campionamento semplice e nel caso del campionamento stratificato;
- Aleksandr A. Čuprov, suo padre Aleksandr I. Čuprov, A. G. Kovalevskij e Jerzy Neyman che descrivono il campionamento stratificato, e, per quanto riguarda A. A. Čuprov e J. Neyman, anche scoprendo in modo indipendente l'allocazione ottima.

Nel 1925, durante il congresso di Roma, l'Istituto Internazionale di Statistica accetta definitivamente come scientifico il metodo campionario, distinguendo il campionamento casuale dal campionamento ragionato.
Altri autori importanti nella ricerca teorica ed applicata sul campionamento furono George Gallup e William G. Cochran.